# Vyhlídka (Šluknovská pahorkatina)
Vyhlídka (německy Butterhügel) je kopec o nadmořské výšce 452 m nacházející se v Jiříkově v Ústeckém kraji.

## Charakteristika
Vrch náleží ke geomorfologickému celku Šluknovská pahorkatina, jeho okrsku Rumburská pahorkatina a podokrsku Jiříkovská pahorkatina. Geologické podloží tvoří středně až hrubozrnná rumburská žula, kterou doplňuje na třech místech granitový a granodioritový porfyr. Půdní pokryv se skládá především z modální mesobazické kambizemě, kterou na svazích nahrazuje modální glej. Jihozápadně od vrcholu pramení Jiříkovský potok, který je přítokem Sprévy. Celý kopec tak náleží k povodí Labe a úmoří Severního moře. Přes Vyhlídku vede modře značená turistická trasa směřující do Rumburku a do Filipova. Jihovýchodně od vrcholu se nachází silniční hraniční přechod do Neugersdorfu. Po západním úpatí prochází železniční trať Rumburk–Ebersbach.